# Раевский, Николай Николаевич (1839)
Никола́й Никола́евич Рае́вский (1839—1876) — полковник из рода Раевских, участник Среднеазиатских походов и сербско-турецкой войны.

## Биография
Сын генерал-лейтенанта Николая Николаевича, родился в Керчи 5 ноября 1839 года. Потеряв отца на четвёртом году жизни, воспитывался под надзором своей просвещенной и энергичной матери Анны Михайловны (фрейлины императорского двора, урождённой Бороздиной), не жалевшей средств на образование сыновей.
Большую часть своего детства провёл в Италии, Франции и Англии, а затем, с 17 лет — в Москве. Лучшие учителя и наиболее известные профессора (между прочим — Т. Н. Грановский) были приглашены к мальчику, а непосредственным его руководителем был сам Грановский. По окончании домашнего образования поступил в Московский Университет, на физико-математический факультет, здесь сблизился с кружком И. С. Аксакова, ознакомился с славянским вопросом и с тех пор на всю жизнь остался ярым славянофилом, защитником славянского дела.
По окончании курса в Университете в 1862 г. со степенью кандидата, он 22 февраля 1863 г., под влиянием советов своего родственника, князя В. В. Яшвиля, поступил унтер-офицером в командуемый им лейб-гвардии Гусарский Его Величества полк и сразу обратил на себя внимание начальства. 6 ноября 1863 г. он был произведён в корнеты, затем 19 апреля 1864 г. — в поручики, 17 апреля 1866 г.—в штабс-ротмистры и затем по 20 июля 1868 г. четыре раза подряд был назначаем временно-командующим эскадроном Его Величества. Произведённый 27 апреля 1868 г. в ротмистры, он с 29 июля 1869 г. по 15 марта 1870 г. был председателем полкового суда. Несомненно, что, оставаясь в гвардии, он довольно быстро составил бы себе карьеру, но светская жизнь гвардейского офицера была ему не по душе. 15 марта 1870 г. он перевёлся подполковником в 7-й Туркестанский линейный батальон и, приехав на место, сейчас же принял участие в экспедиции против шахрисябзских беков, при чём был назначен помощником подполковника Соковнина, начальника левой колонны, которая должна была, обойдя Шахрисябзскую долину через Кара-Тюбинское ущелье, спуститься к оплоту шахрисябзских беков — укреплённому городу Китабу — одновременно с правой Джамской колонной полковника Михаловского. Во время штурма Китаба 13 августа 1870 г. Раевский командовал левой штурмовой колонною вместо Соковнина, смертельно раненого за день до штурма, «вполне успешно» (как гласит донесение начальника отряда генерал-майора А. К. Абрамова), выполнил свою задачу, причём был легко ранен. Взятие Китаба закончило покорение Шахрисябских бекств.
В Туркестане пробыл до октября 1874 г. Это время он, не ограничиваясь служебными обязанностями, посвятил всестороннему изучению края, развитию его торговой и промышленной деятельности. Ещё во время службы в России он серьёзно работал в своих крымских имениях Партенит и Карасан, стараясь улучшить способы виноделия и с 1862 г. делая опыты разведения здесь хлопчатника, образцы которого представлял на Московскую Российскую сельскохозяйственную выставку. Вступив в 1869 г. в члены Вольного экономического общества, стал одним из самых ревностных участников его занятий по этим отраслям сельского хозяйства. В Туркестане он завёл на собственные средства хлопковые и рисовые плантации, виноградники, шёлкомотальни, потратив на это немало своих денег, выписывая, в частности, семена и лозы из-за границы.
Результатом его наблюдений за развитием русского влияния в Средней Азии и за отношениями между русской администрацией и оставшимися хотя внешне, независимыми местными властителями явилась напечатанная в № 195 газеты «Голос» за 1872 г. обширная статья об отношениях к Среднеазиатским ханствам, в которой он, касаясь будущей судьбы экономических и торговых интересов России на Восточной окраине империи, доказывал на ряде примеров, что все трактаты, заключаемые русскими с среднеазиатскими ханами, не имеют ровно никакого значения, так как мусульмане, ненавидящие русских, могут уважать только силу, и поэтому вера в возможность существования каких бы то ни было международных сношений с народами Средней Азии является совершенно неосновательной. Статья эта, появившаяся в то время, когда Туркестанский вопрос сильно интересовал общество, обратила на себя внимание и вызвала целую полемику в газетах: были напечатаны статьи Маева — редактора «Туркестанских ведомостей», в «Голосе» 1872 г., № 206, 1876 г., № 24, и статья барона Каульбарса в «Санкт-Петербургских ведомостях» 1872 г., № 314).
В начале 1874 года вышел в отставку, желая всецело посвятить себя сельскохозяйственной деятельности и надеясь, что его пример вызовет подражание со стороны окружающих и явится толчком для развития русской промышленности в Туркестане, — но надежды его не увенчались успехом: его начинания не только не встретили себе сочувствия и поддержки, но, отличаясь бескорыстием и прямотой, сделали его самого жертвой грязных интриг; в октябре того же 1874 года он уехал в Россию и снова поступил на военную службу, получив назначение состоять в распоряжении командующего войсками Одесского военного округа.
С началом восстания в Сербии 29 июля 1876 года вышел в отставку и уехал в Сербскую армию. 8 августа он приехал к М. Г. Черняеву, который поручил ему отдельный отряд. 12 августа принял участие в битве под Алексинацем и наголову разбил правый фланг турецких войск.

### Гибель
20 августа произошло решительное и очень неудачное для сербов сражение под Адровацем. Турки силами около 60 тысяч человек (армия Абдул-Керим-паши, корпуса пашей Гафиза, Сулейман-Меджида и Эюба), перешли Ястребацкую равнину и атаковали 20-тысячный правый фланг сербской армии, которым командовал Раевский. В самом начале сражения при Адроваце Раевский, готовивший контратаку, был убит шальной пулей. Потеря командира повлекла за собою полное поражение правого фланга; левый фланг и центр держались с 8 часов утра до 9 часов вечера, но и они должны были уступить сильнейшему неприятелю, турки таким образом вторглись в Сербию.
Смерть Раевского произвела сильное впечатление не только в Сербии, но и в России, где с захватывающим интересом следили за ходом военных действий. Почти все газеты и журналы посвятили прочувствованные некрологи этому «новому мученику за святое дело». Сербский король Милан 22 августа прислал брату покойного, Михаилу Николаевичу Раевскому, телеграмму следующего содержания: «С чувством глубокой скорби посылаю Вам печальное известие, что Ваш доблестный брат Николай Николаевич геройски пал в кровавой битве против врага славянского имени и веры. Ваша потеря велика, но она не менее велика и для сербского войска и того святого дела, во имя которого покойный геройски боролся. Я надеюсь, что это войско, которым он командовал и показал доблестный пример, отомстит за его геройскую смерть, и прошу Всевышнего, да укрепит Ваши силы перенесть тяжелую потерю». Отпевание тела Раевского в Белграде было совершено митрополитом Михаилом в присутствии самого короля Милана, всех министров и русского консула. Погребён Раевский в имении Еразмовка. На месте его кончины, по завещанию его матери, на средства семьи Раевских построен храм св. Троицы, освящённый 2 сентября 1903 г.
В 2019 году в Сербии о нём был снят фильм «Звезда и смерть графа Вронского. Сербский гамбит», в роли Раевского – Милош Бикович.

## Книги
Основал и поддерживал своими трудами Туркестанский отдел Общества для содействия Русской промышленности и торговле; он напечатал следующие работы: 
- «Крымский хлопок» (М., 1864); «Руководство к разведению хлопчатника с применением культуры его к климату и почве Крымского полуострова» («Таврические губернские ведомости», 1865 г., № 7, 8, 9 и отдельное издание: Симферополь, 1865 г.);
- «О развитии и улучшении культуры хлопчатника в России и соседних с ней Средне-Азиатских ханствах» («Торговый сборник», 1869 г., № 5, и отдельное издание: СПб., 1869);
- «Меры для развития и улучшения культуры хлопчатника на Кавказе и в Средней Азии. Читано в заседании редакционного отделения комитета Общества для содействия Русской промышленности и торговле 9 января 1870 г.» (СПб., 1870).